# خراسان الكبرى

خريطة لِبلاد ما وراء النهر وأبرز مُدُنها وقصباتها خِلال القرن الثامن الميلادي

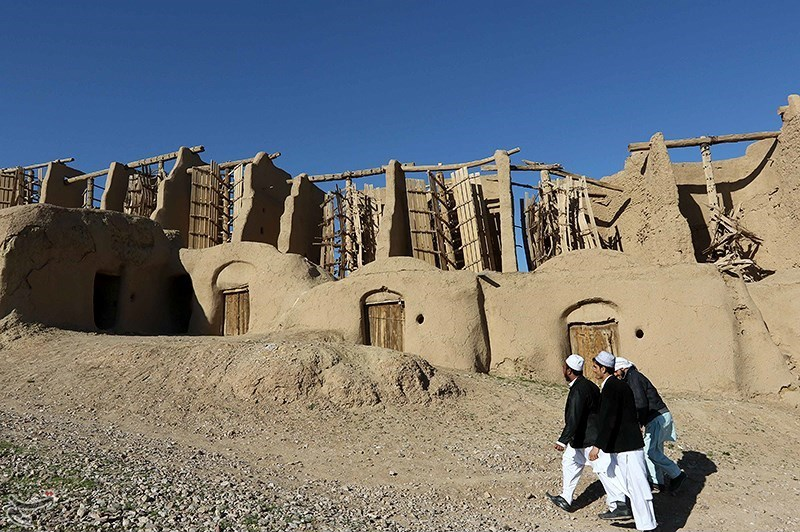
طاحونة هوائية فارسية في نشتيفان خراسان

خُراسان الكبرى منطقة تاريخية كان لها حدود جغرافية واسعة. يشمل إقليم «خراسان الإسلامي» شمال غرب أفغانستان (مثل مدينة هراة) وأجزاء من جنوب تركمانستان، إضافة لمقاطعة خراسان الحالية في إيران. من مدنه التاريخية: هراة ونيسابور وطوس (تعرف باسم مشهد اليوم) وبلخ ومرو. وكان إقليم خراسان الساساني أصغر حجماً من خراسان الإسلامية. فقد كان يمتد من شرق لوكانيا (جرجان) حتى نهر المرغاب.

## الجغرافيا
تأسست خراسان الكبرى لأول مرة في القرن السادس كواحدة من أربعة تقسيمات إدارية (عسكرية) من قبل الإمبراطورية الساسانية، وقد تفاوت نطاق المنطقة بشكل كبير خلال تاريخها الذي يقترب من 1500 عامًا. غطى تقسيم خراسان من الإمبراطورية الساسانية في البداية، المكاسب العسكرية الشمالية الشرقية للإمبراطورية في ذروتها بما في ذلك مدن مثل نيسابور وهراة ومرو والشاهجان وولاية فار ياب وتالقان وبلخ وبخارى وولاية بادغيس وأبيورد وغارشيستان وطوس وسرخس.
مع صعود الخلافة الأموية، وُرثت التسمية وامتدت إلى مكاسبهم العسكرية في الشرق، بدءًا من المنشآت العسكرية في نيسابور ومرو، وتوسعت ببطء شرقًا إلى تاوخارستان وبلاد الصغد. كانت خراسان تحت حكم الخلافة، إحدى المناطق السياسية الثلاث التي خضعت لسيطرتها (المنطقتان الأخريتان، عراق العرب وعراق العجم غير العربية أو العراق الفارسية). قُسمت خراسان في ظل الخلافة الأموية والعباسية، إلى أربعة أقسام رئيسية، تأسس كل قسم بالاعتماد على مدينة رئيسية واحدة: نيسابور ومرو وهراة وبلخ. بحلول القرن العاشر، يذكر ابن خرداذبة وحدود العالم، ما يشمل تقريبًا المناطق السابقة من أبارشار وتوخارستان وبلاد الصغد كخواراسان الأصلية. أفادوا كذلك بأن الجزء الجنوبي من هندوكوش، أي مناطق سيستان وروخود وزابلستان وكابول وغيرها، تشكل مواكب خراسان وهي منطقة حدودية بين خراسان وهندستان.

بحلول أواخر العصور الوسطى، فقد المصطلح أهميته الإدارية، وطُبق في الغرب فقط على نحو فضفاض بين السلالات التركية الفارسية في إيران الحديثة على جميع أراضيها التي تقع شرق وشمال شرق صحراء كوير. لهذا السبب تعرضت للتغيير المستمر، مع تغير حجم إمبراطورياتها. في الشرق، أصبحت خواراسان أيضًا مصطلحًا مرتبطًا بالمراكز الحضرية الكبرى في آسيا الوسطى. ذُكرت في مذكرات بابور:
يُطلق شعب هندستان على كل بلد عدا بلدهم اسم خراسان، بنفس الطريقة التي يطلق بها العرب على الجميع ما عدا شبه الجزيرة العربية، العجم. على الطريق بين هندستان وخراسان، هناك سوقان عظيمان: الأول كابول والآخر قندهار. القوافل من فرغانة وتركستان وسمرقند وبلخ وبخارى وهيسار وبدخشان، جميعها تتوجه إلى كابول، بينما تتوجه تلك القادمة من خراسان إلى قندهار. تقع هذه البلاد بين هندستان وخراسان.
شكل المصطلح في العصر الحديث مصدرًا للحنين والقومية العظيمة، خاصة بين الطاجيك في آسيا الوسطى. يعتبر العديد من الطاجيك خراسان جزءًا لا يتجزأ من هويتهم الوطنية، التي حافظت على اهتماماها بالمصطلح، بما في ذلك معناه وأهميته الثقافية، على حد سواء في النقاشات المشتركة والاوساط الاكاديمية، على الرغم من تجاهلها للاستخدام السياسي في المنطقة. بحسب غولام محمد غوبار، شكلت الأراضي الناطقة بالفارسية في أفغانستان الجزء الرئيسي من خراسان، كاثنتين من العواصم الأربع الرئيسية في خراسان (هراة وبلخ)، وهما الآن موجودتان في أفغانستان. يستخدم غوبار مصطلحي «خراسان الأصلية» «وخراسان غير الأصلية» في كتابه، للتميز بين استخدام خراسان بمعنى صارم واستخدامه بمعنى فضفاض. ووفقًا له، شملت خراسان الأصلية مناطق تقع بين بلخ في الشرق ومرو في الشمال وسيستان في الجنوب ونيسابور في الغرب وهراة المعروفة باسم لؤلؤة خراسان، في المركز. امتدت حدود خراسان غير الأصلية إلى هازارات وكابول في الشرق، وبلوشستان في الجنوب وترانسوكسيانا وخوراريزم في الشمال، ودغمان وغوران في الغرب.

## لمحة تاريخية

### العصر القديم
قبل أن تسقط المنطقة تحت سيطرة الاسكندر العظيم في عام 330 قبل الميلاد، كانت جزءًا من الإمبراطورية الأخمينية الفارسية وقبل ذلك كان يحتلها الميديون. اعتُرف بالأرض التي أصبحت معروفة باسم خراسان في جغرافيا إراتوستينس، من قبل اليونانيين على أنها أريانا، وقد تشكلت من إيران الكبرى أو الأرض التي كانت الزرادشتية الديانة السائدة فيها. سقطت المنطقة الجنوبية الشرقية من خراسان في يد إمبراطورية كوشان في القرن الأول الميلادي. بنى حكام كوشان عاصمة في أفغانستان في العصر الحديث في باغرام، وقد اعتُقد أنهم بنوا تماثيل بوذا الشهيرة في باميان. عُثر على العديد من المعابد البوذية والمدن المدفونة في أفغانستان. مع ذلك، ظلت منطقة خراسان في الغالب زرادشتية ولكن كان هناك أيضًا أتباع للمانوية وعبدة الآلهة الشمسية ومسيحيون ووثنيون وشامانيون وبوذيون ويهود وهندوس وغيرهم. يقع واحد من معابد النار الرائعة التابعة للساسانيين «آزار بورزين مير» بالقرب من سبزوار في إيران. بدأت حدود المنطقة تتغير حتى اندماج الكوشانية مع الساسانية لتشكيل الحضارة الكوشانوساسانية.
خلال الحقبة الساسانية، من المحتمل في عهد كسرى الأول، قُسمت بلاد فارس إلى أربع مناطق (عُرفت باسم كوست الفارسية الوسطى)، خوارافان في الغرب وآباكستار في الشمال وميمروز في الجنوب وخراسان في الشرق. نظرًا لأن الأراضي الساسانية ظلت مستقرة إلى حد ما حتى خلال الفتوحات الإسلامية، يمكن استنتاج أن خراسان الساسانية كانت تحدها من الجنوب سيستان وكيرمان ومن الغرب الصحارى الوسطى لإيران الحديثة ومن الشرق الصين والهند.
قُسمت خراسان في الحقبة الساسانية إلى أربع مناطق أصغر، وحكم كل منطقة مارزبان. كانت هذه المناطق الأربعة هي نيسابور ومرو وهراة وبلخ.
شهدت خراسان في الشرق بعض الصراعات مع الهياطلة الذين أصبحوا الحكام الجدد في المنطقة، لكن الحدود ظلت مستقرة. ولأنها تشكل الأجزاء الشرقية للساسانيين وأبعد منهم شبه الجزيرة العربية، غُزيت منطقة خراسان بعد بلاد الفارس المتبقية. نقل آخر ملوك الساسانيين في بلاد فارس، يزدجرد الثالث، العرش إلى خراسان بعد الغزو العربي في الأجزاء الغربية من الإمبراطورية. بعد اغتيال الملك، فُتحت خراسان من قبل المسلمين العرب في 647 م. مثل المقاطعات الأخرى في بلاد فارس أصبحت محافظة الخلافة الأموية.

## السكان
غالبية سكان الإقليم هم من الفرس مع وجود للترك في الأقسام الشمالية. وقبل دخول الإسلام كان الإقليم مركزاً للديانة المجوسية وخصوصاً في بلخ في أفغانستان، وعند تجذر الإسلام في المنطقة اعتنق عامة الخرسانيين الإسلام حيث كانوا في الغالب من السنة الشافعية، وبعض الحنفية. في حين توجد الشيعة في الإقليم أيضاً وقد تركزوا في مدينة طوس وما جاورها (تعرف باسم مشهد حالياً). ثم بعد حكم الصفويين، اعتنق معظم سكان القسم الإيراني المذهب الشيعي. في حين أنه لا تزال هناك مجموعات سنية كبيرة في الإقليم خاصة في الشرق (على حدود أفغانستان) وفي الشمال (على حدود تركمانستان). انظر سكان إيران. أما في أفغانستان وتركمانستان فيسود المذهب السني الحنفي مع وجود للشيعة في مدينة هراة الأفغانية.

## أعلام
- أبو الحسين النوري
- أبو جعفر الرازي
- أبو سعد الإدريسي
- أبو قاسم الفردوسي
- أستاذ سيس
- أنوري الأبيوردي
- ابن سينا
- الجلدكي
- الضحاك بن مزاحم
- الفرخي السيستاني
- المظفر الاسفزاري
- بوربها
- حسن هاشمي
- خالد بن يزيد البغدادي
- رابعة بنت كعب
- سيف الدين الباخرزي
- شمس الدين محمد الجويني
- عبد الرحمن بن نعيم
- عبد الرضا كاهاني
- عطاء الخراساني
- علي الفصيحي
- محمد قهرمان
- مقاتل بن سليمان
- أبو إسحاق العنبري
- محمد بن اسماعیل بخاری
- الامام ترمذی
- النسائي
- مسلم النیسابوري

## معرض الصور

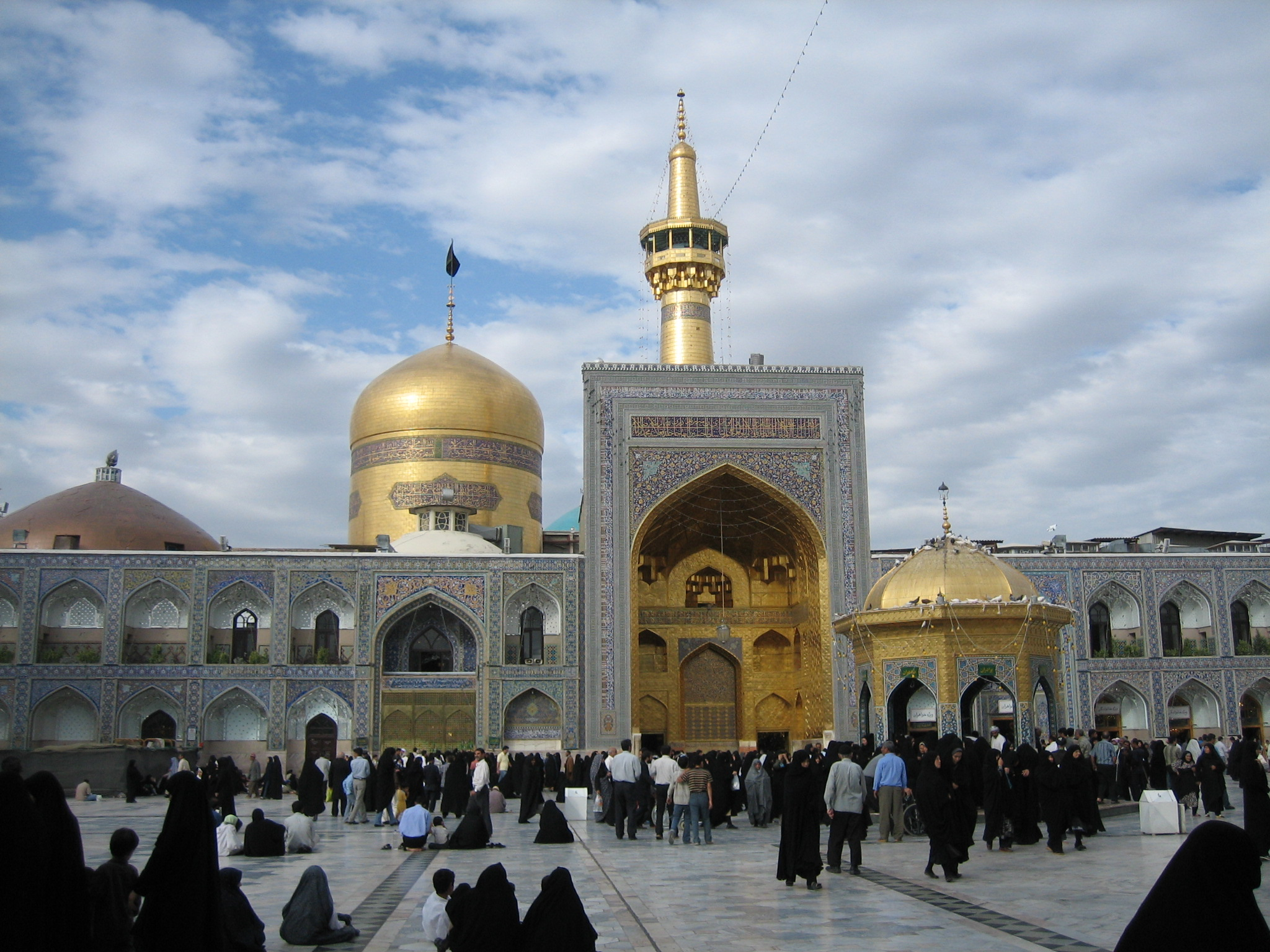
مشهد
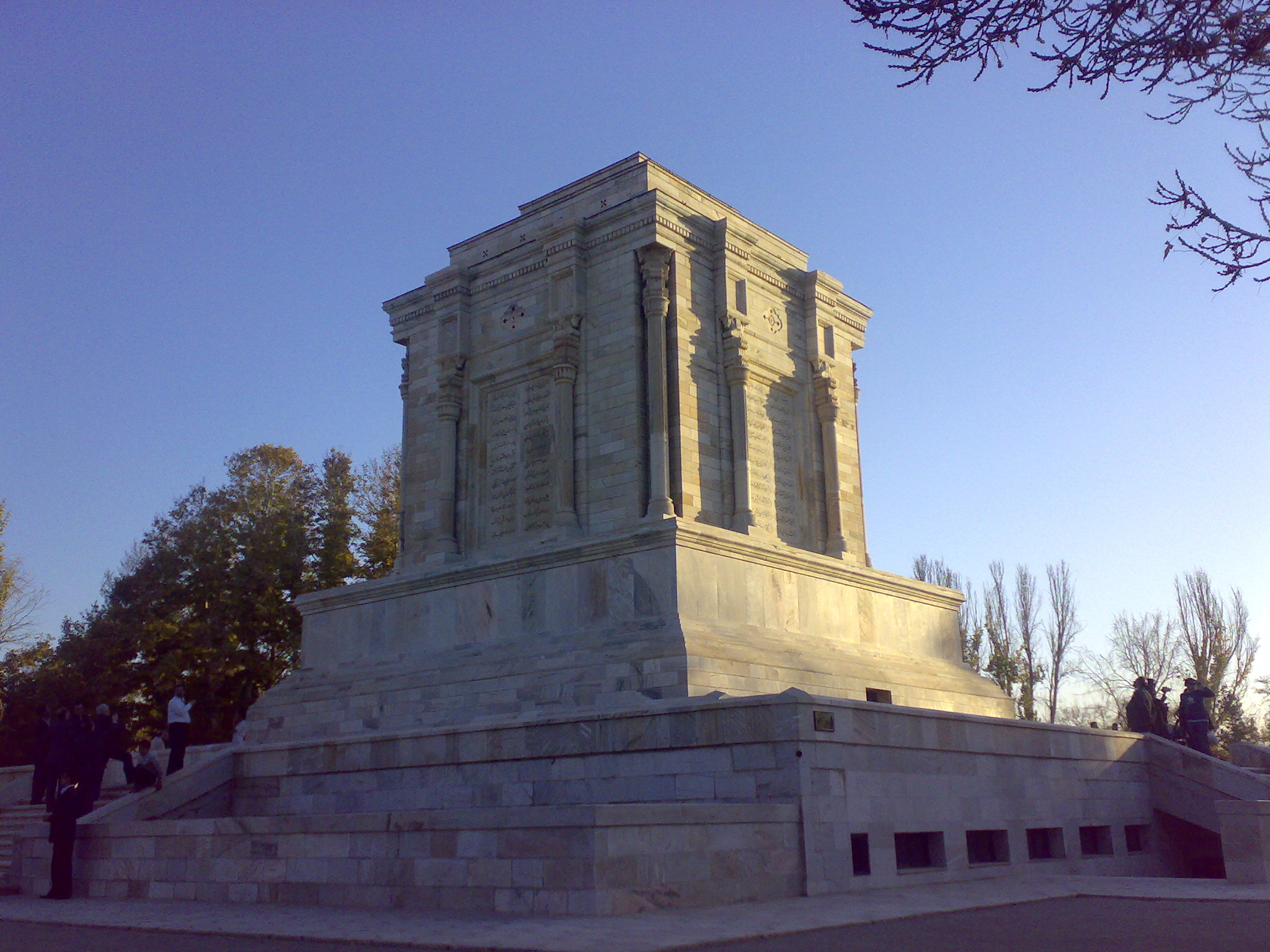
مشهد
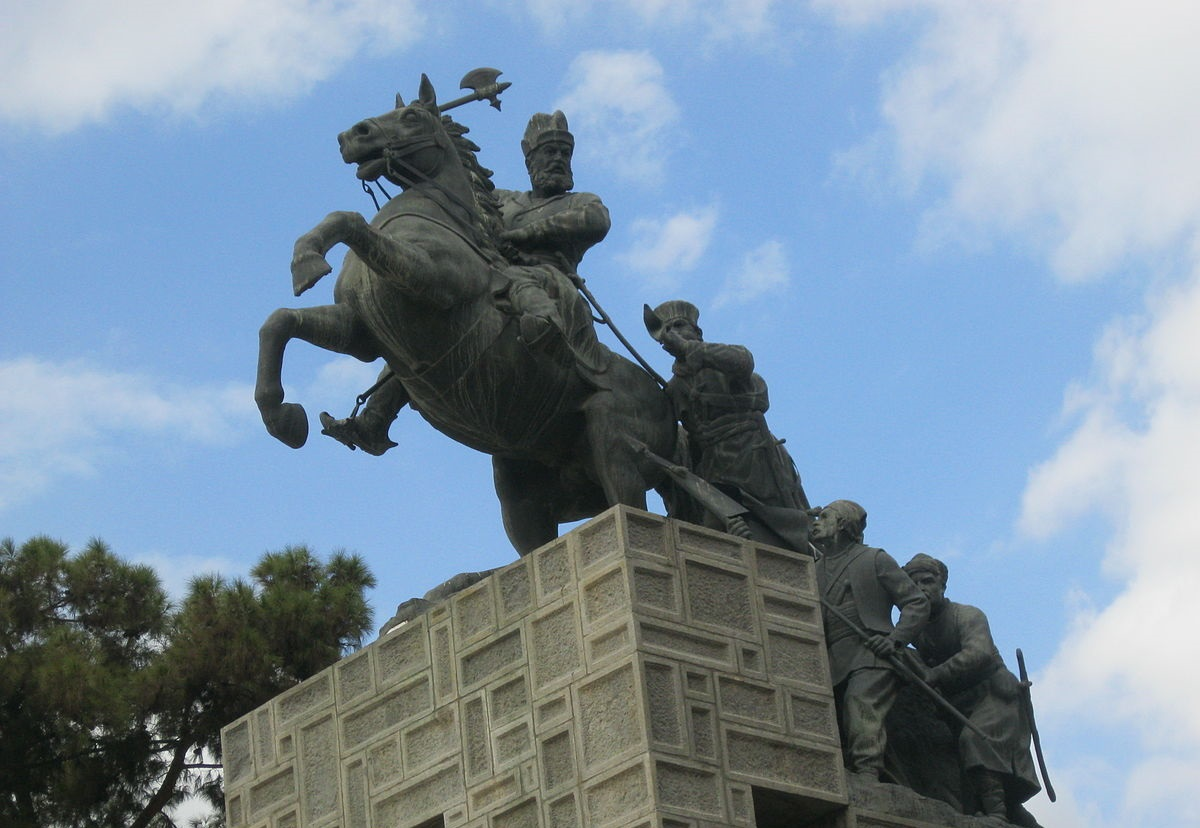
مشهد
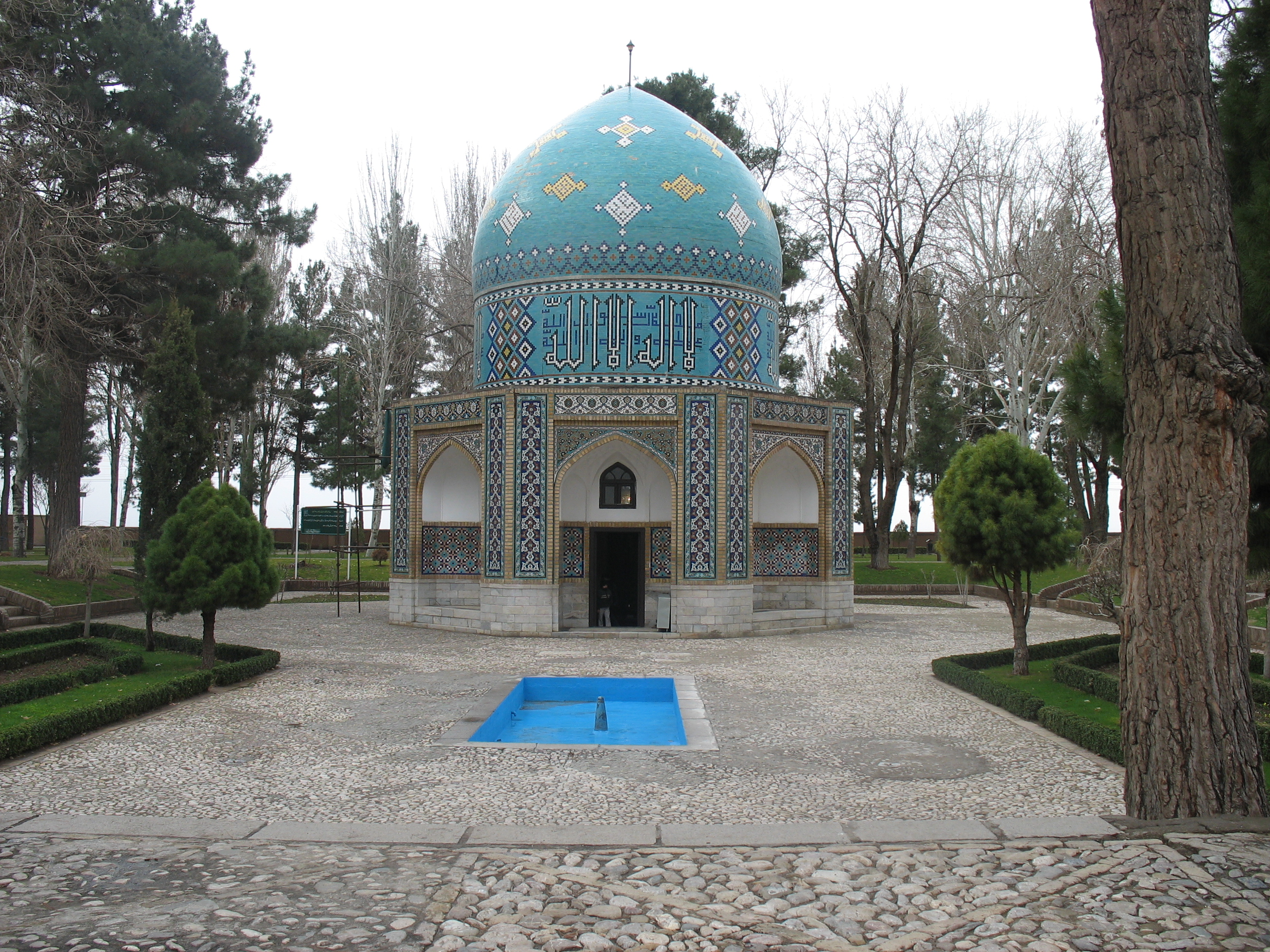
نيسابور
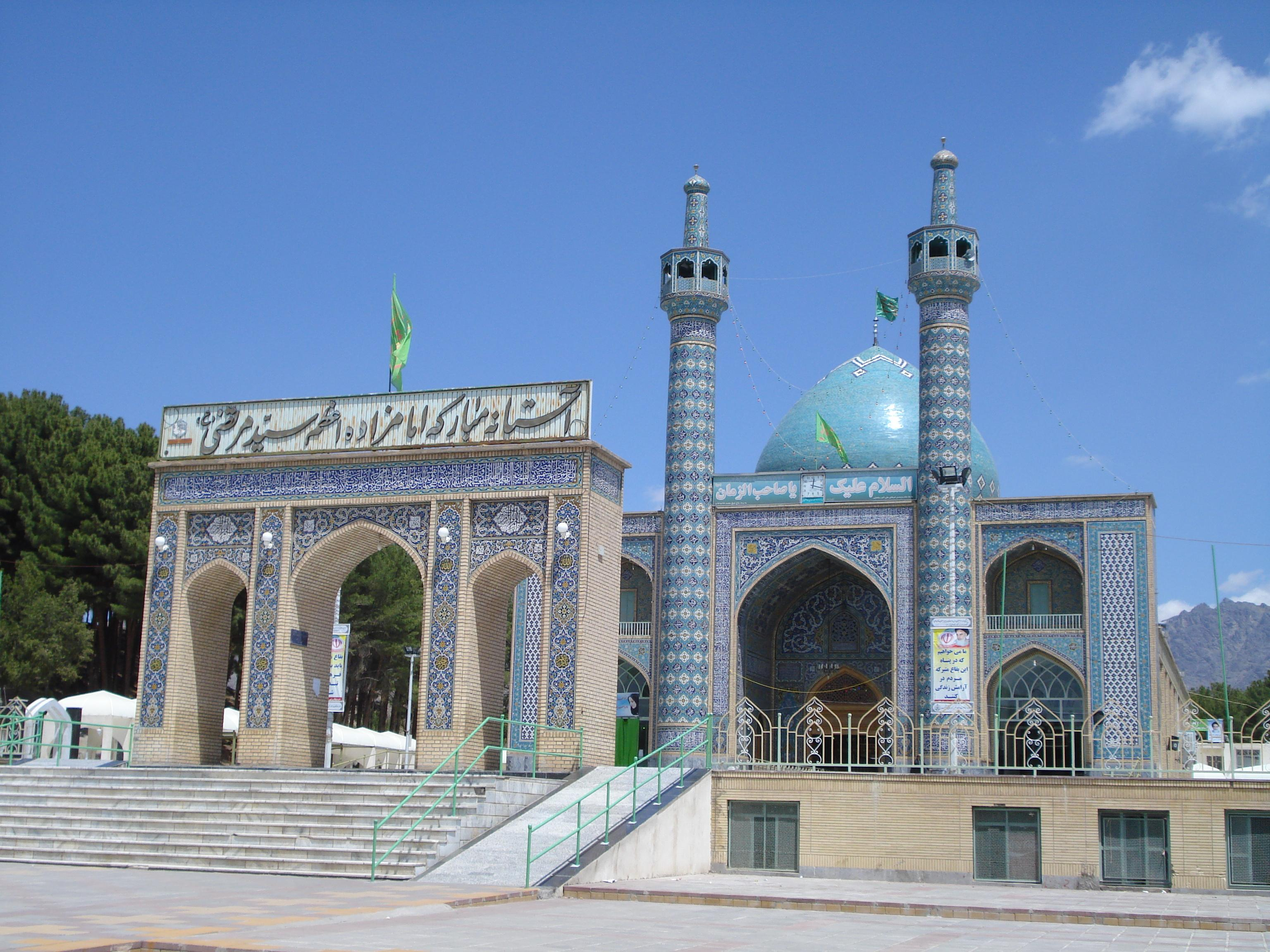
كاشمر
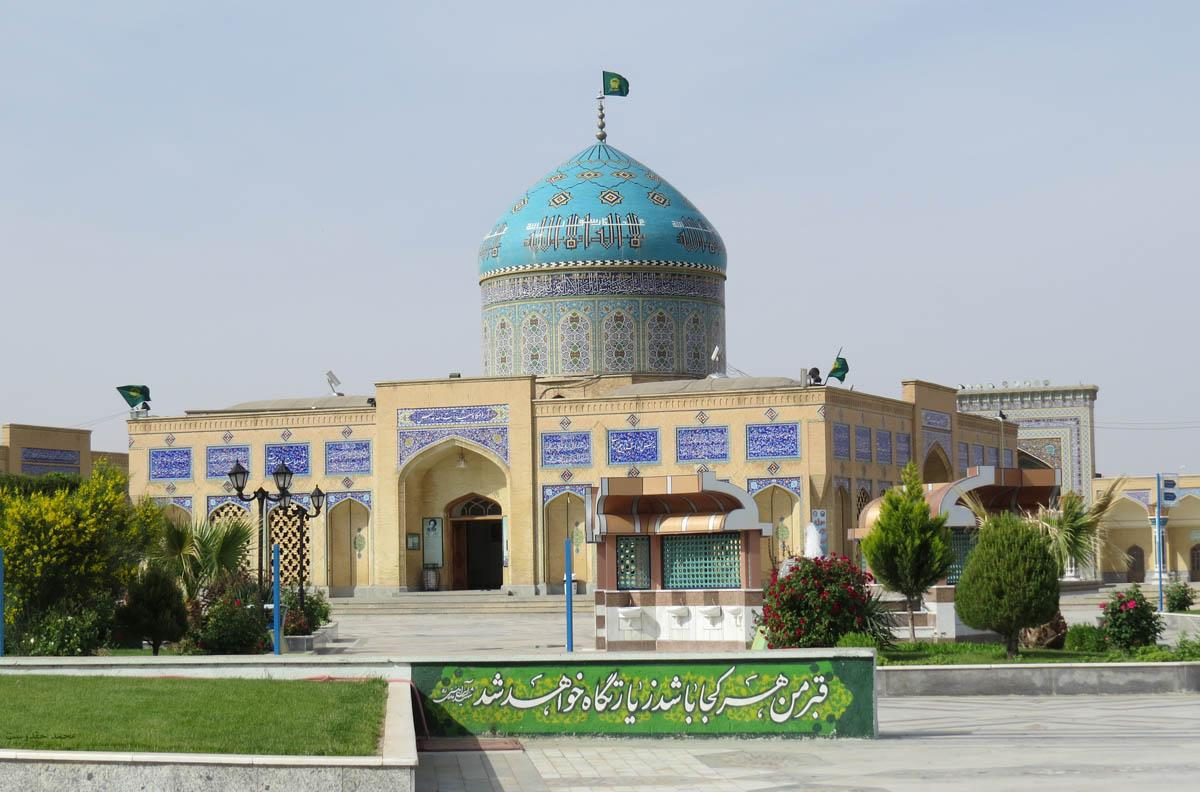
كاشمر
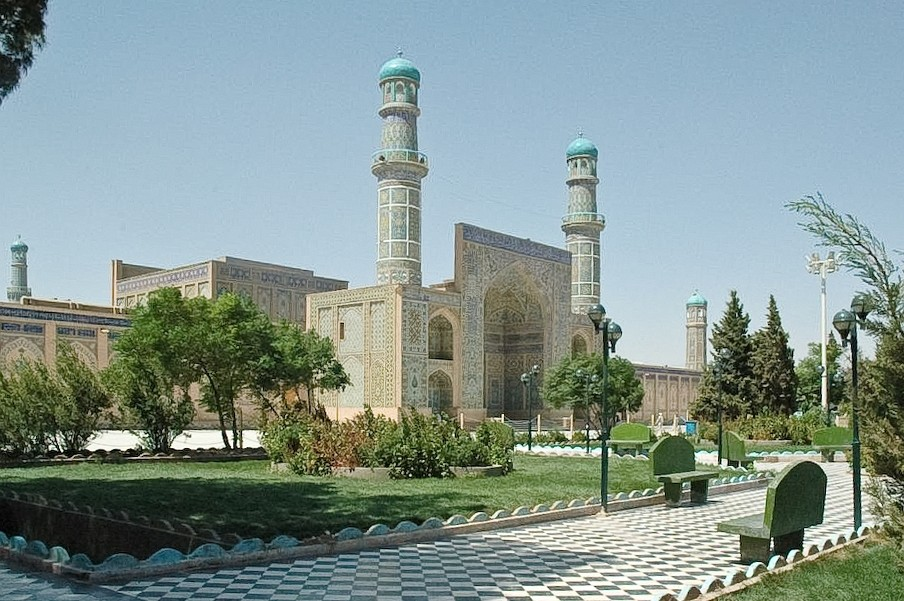
هراة
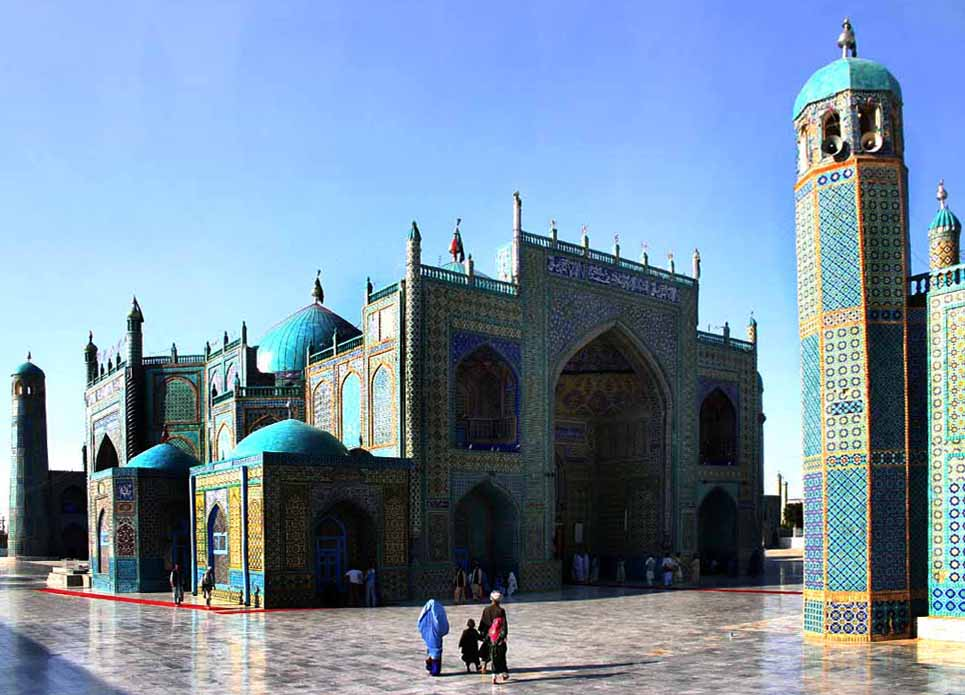
مزار شريف
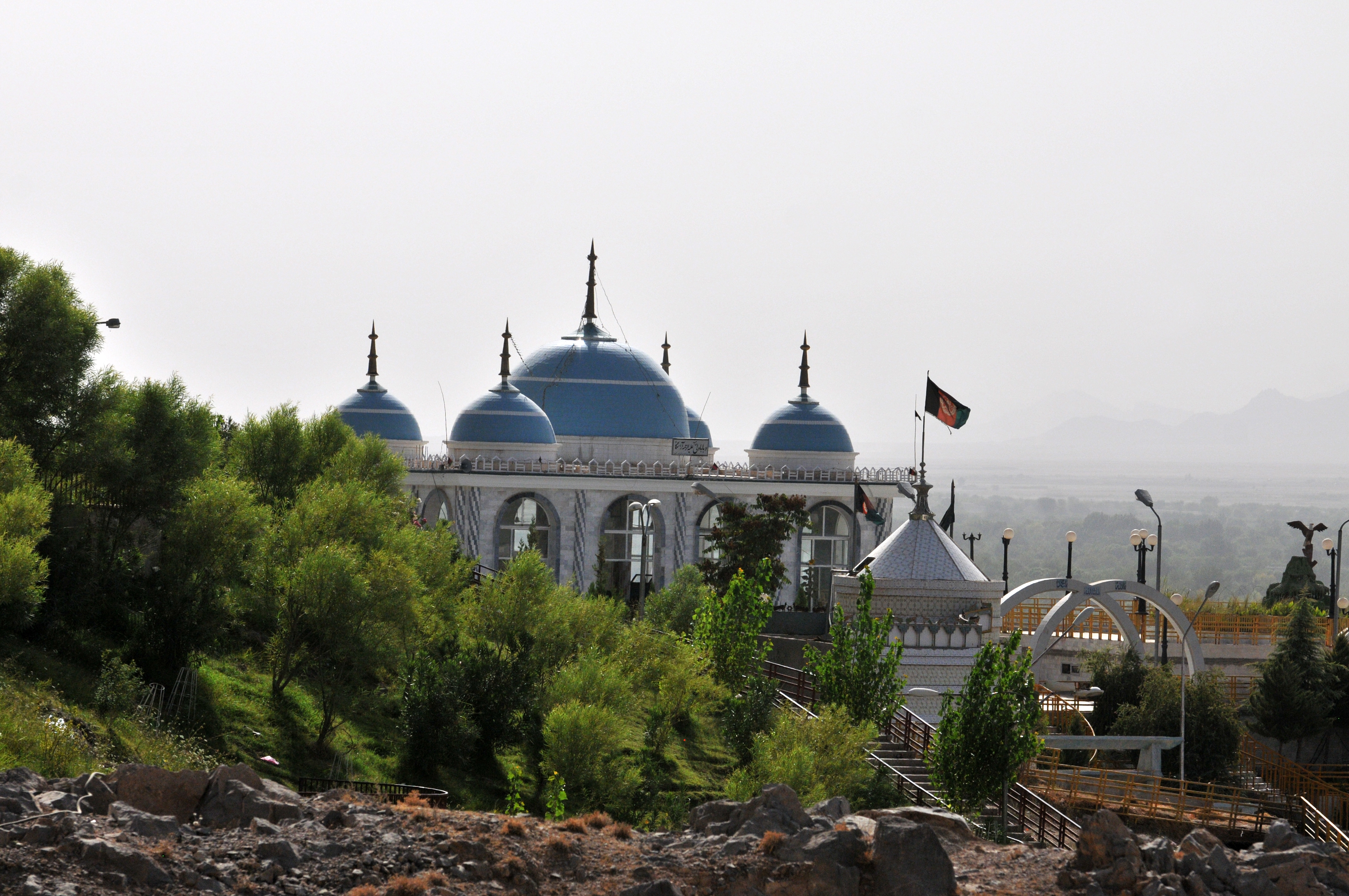
قندهار
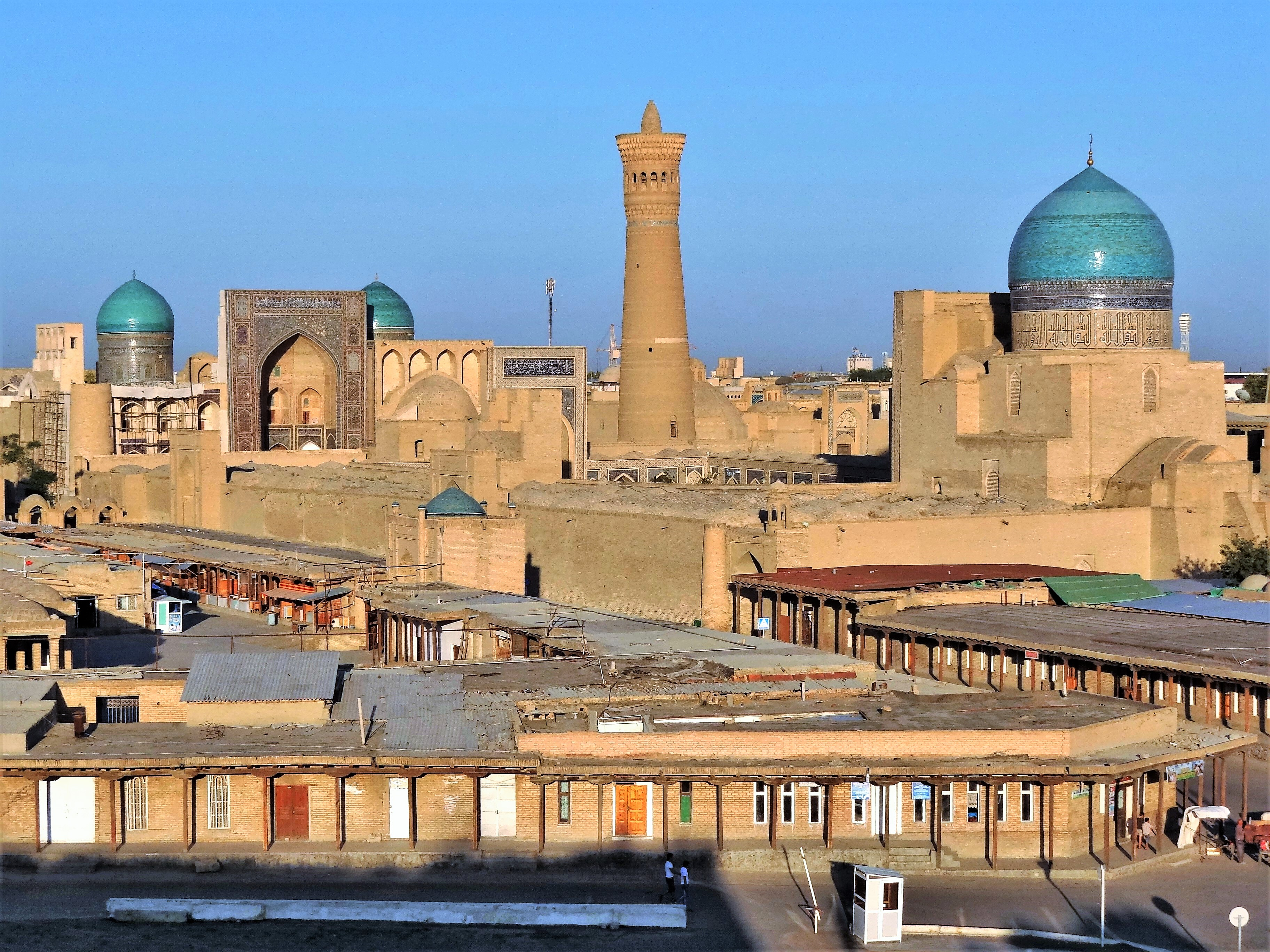
بخارى
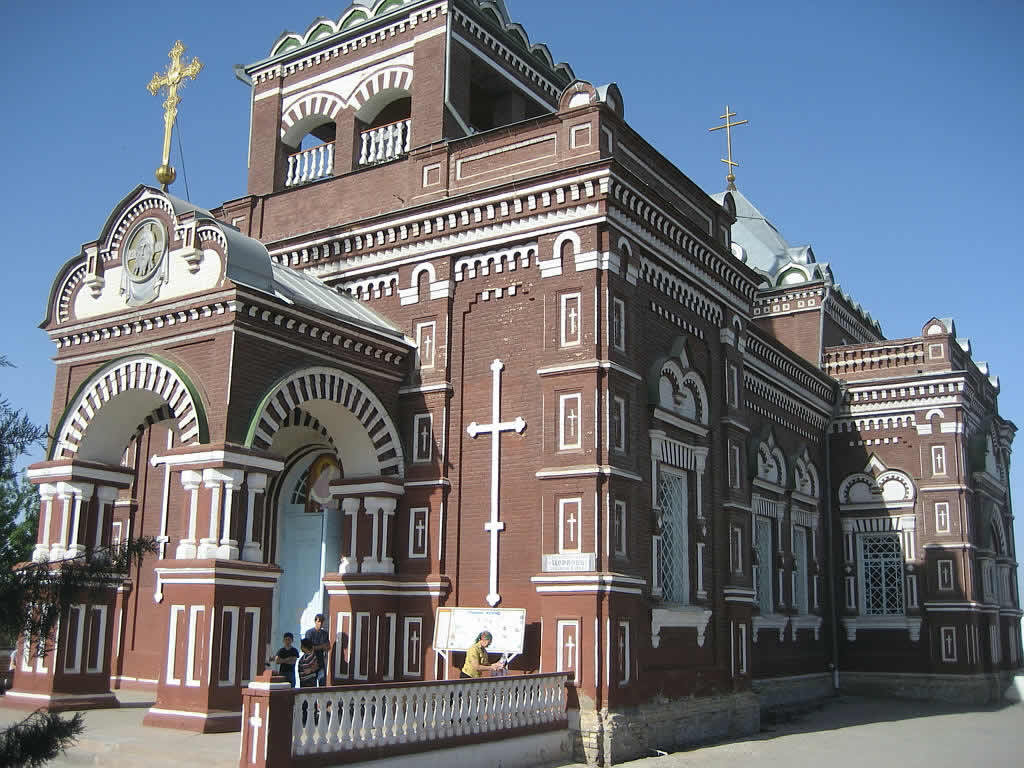
مرو الشاهجان
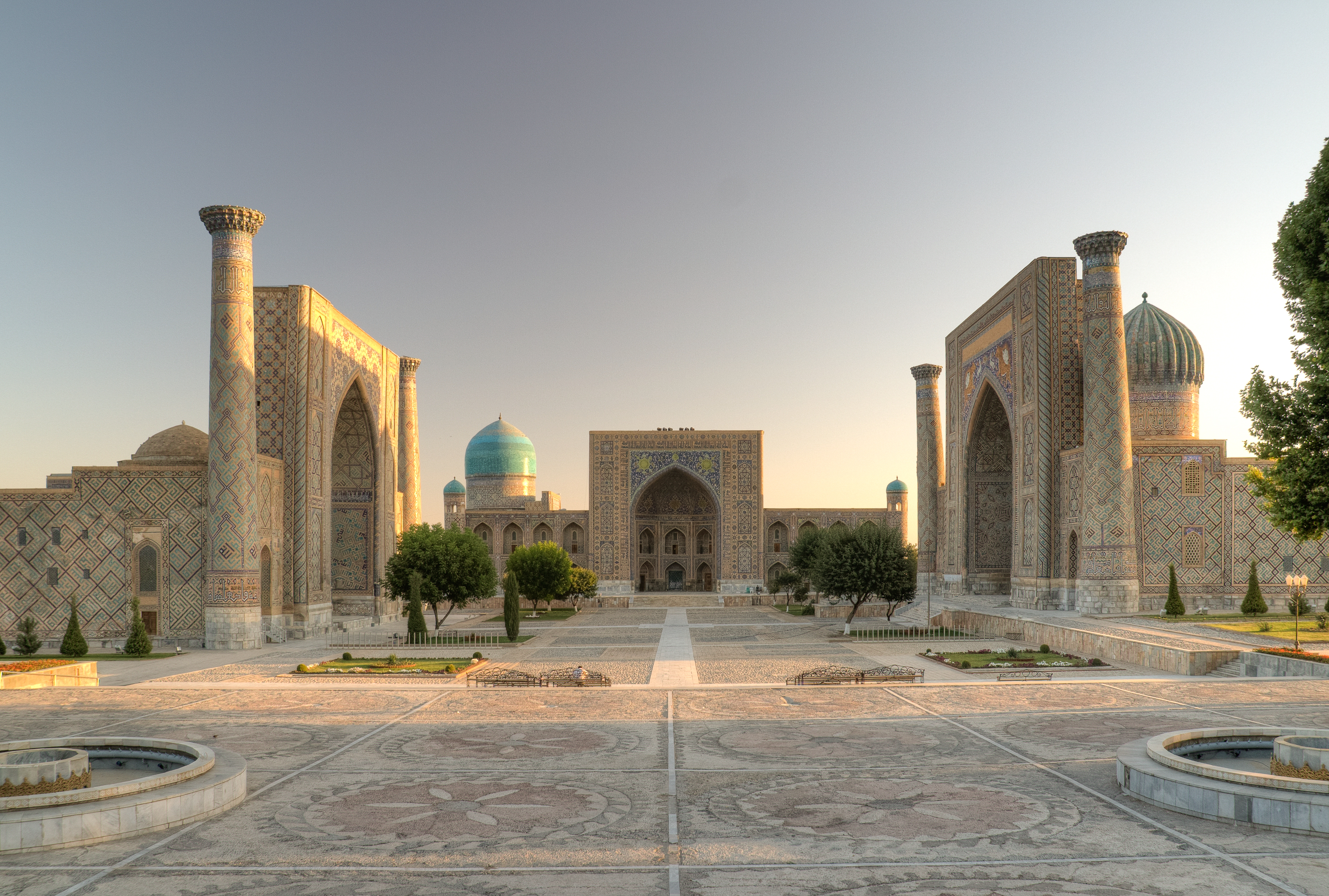
سمرقند
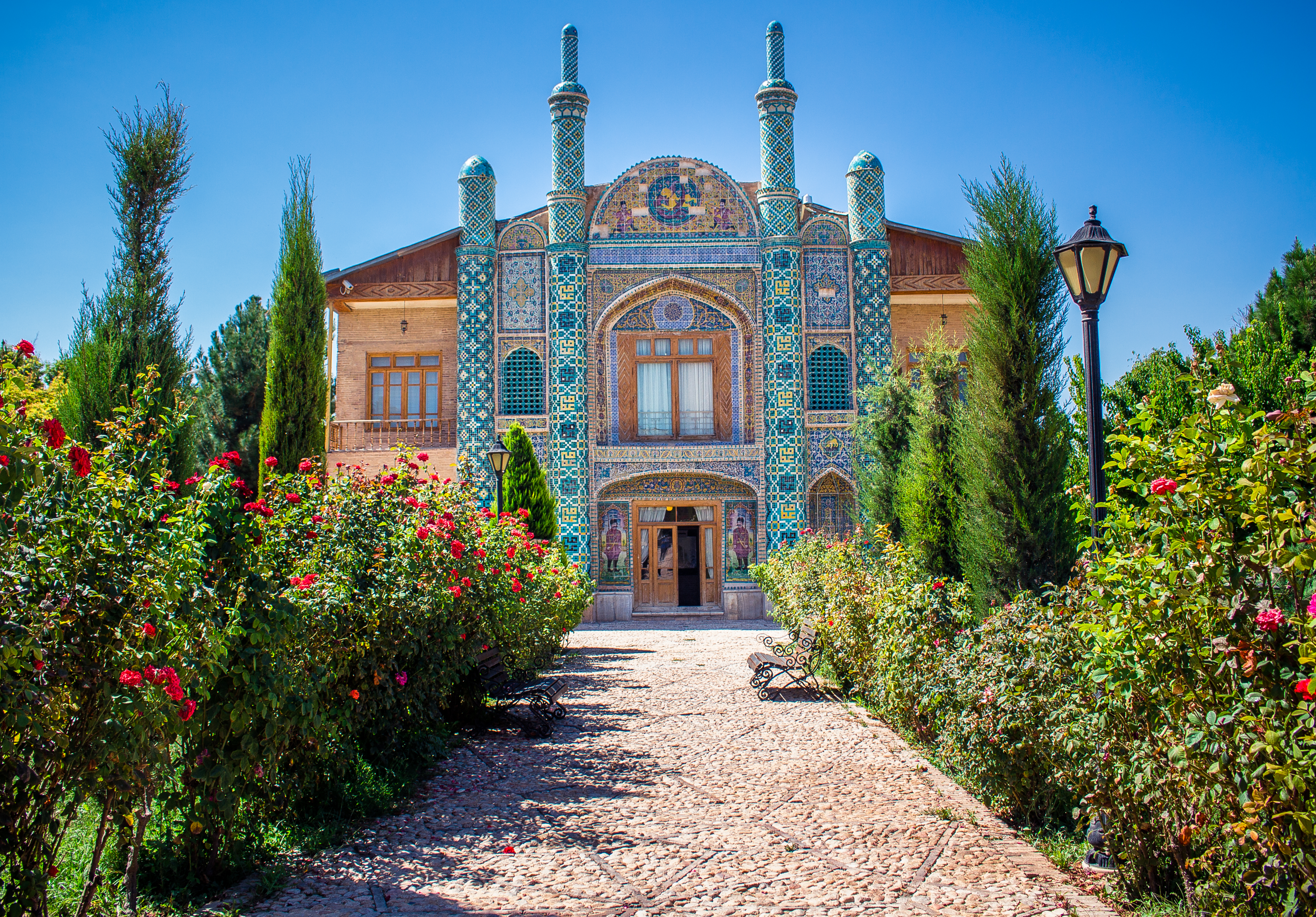
بجنورد
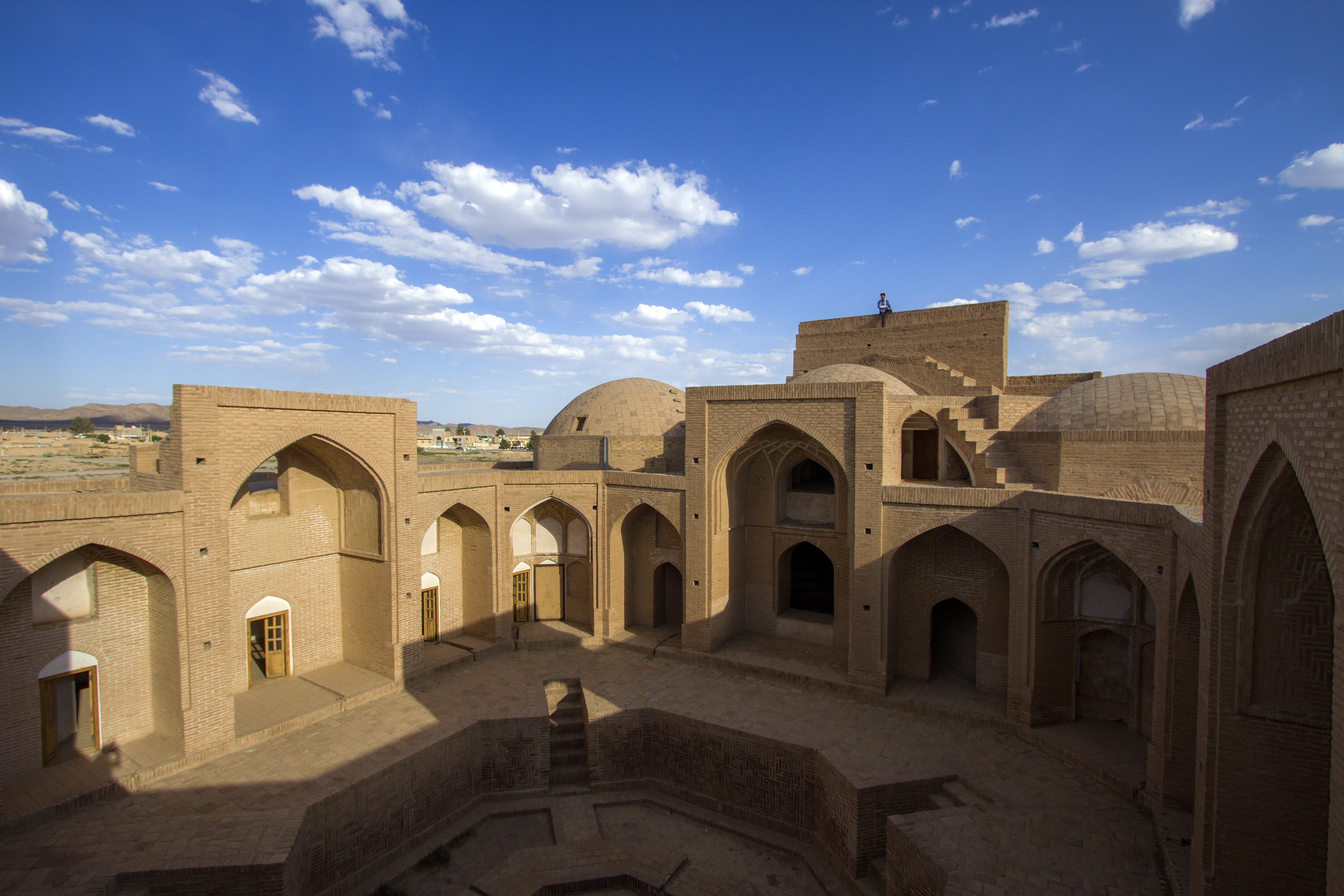
فردوس
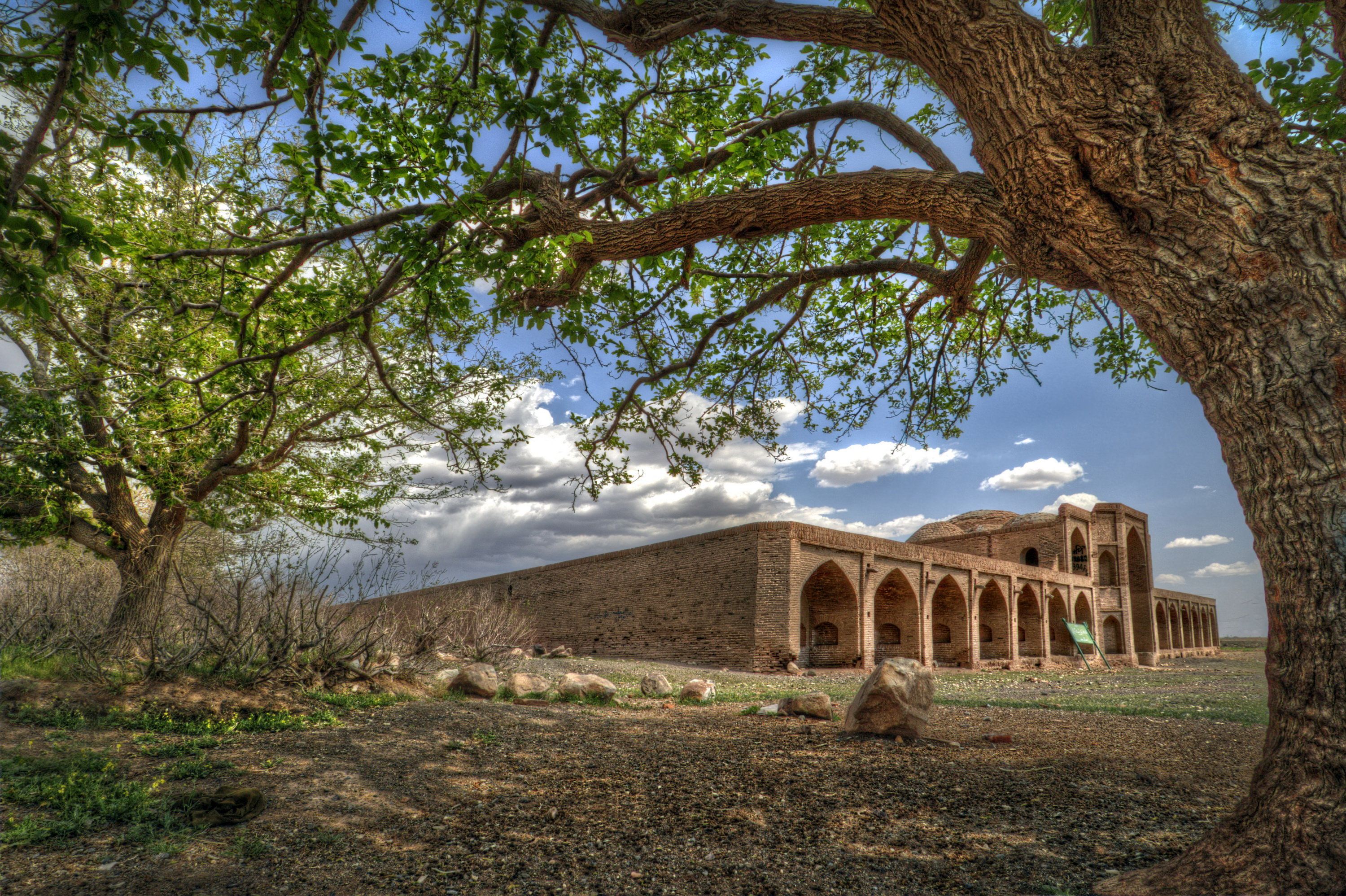
سبزوار
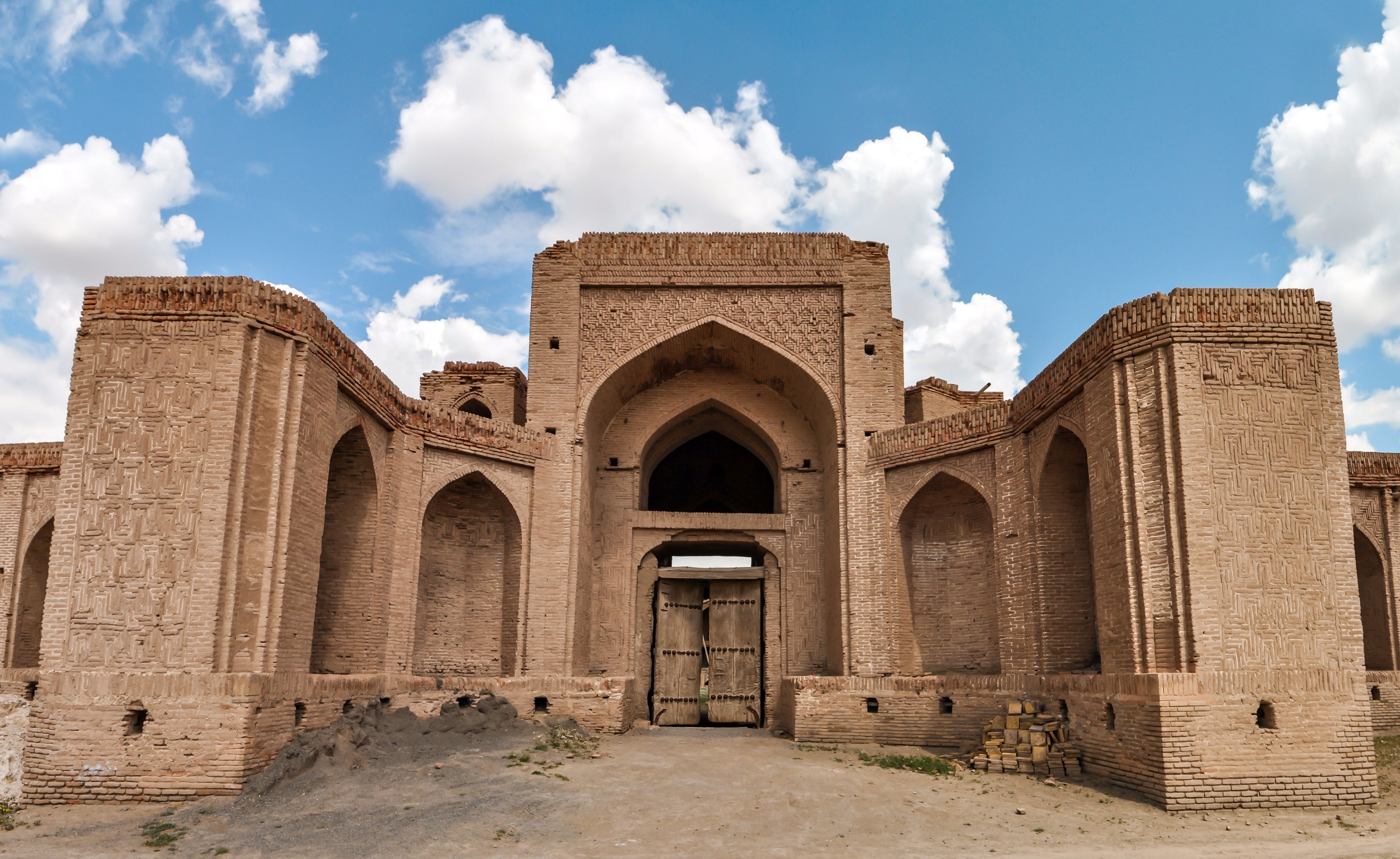
سبزوار
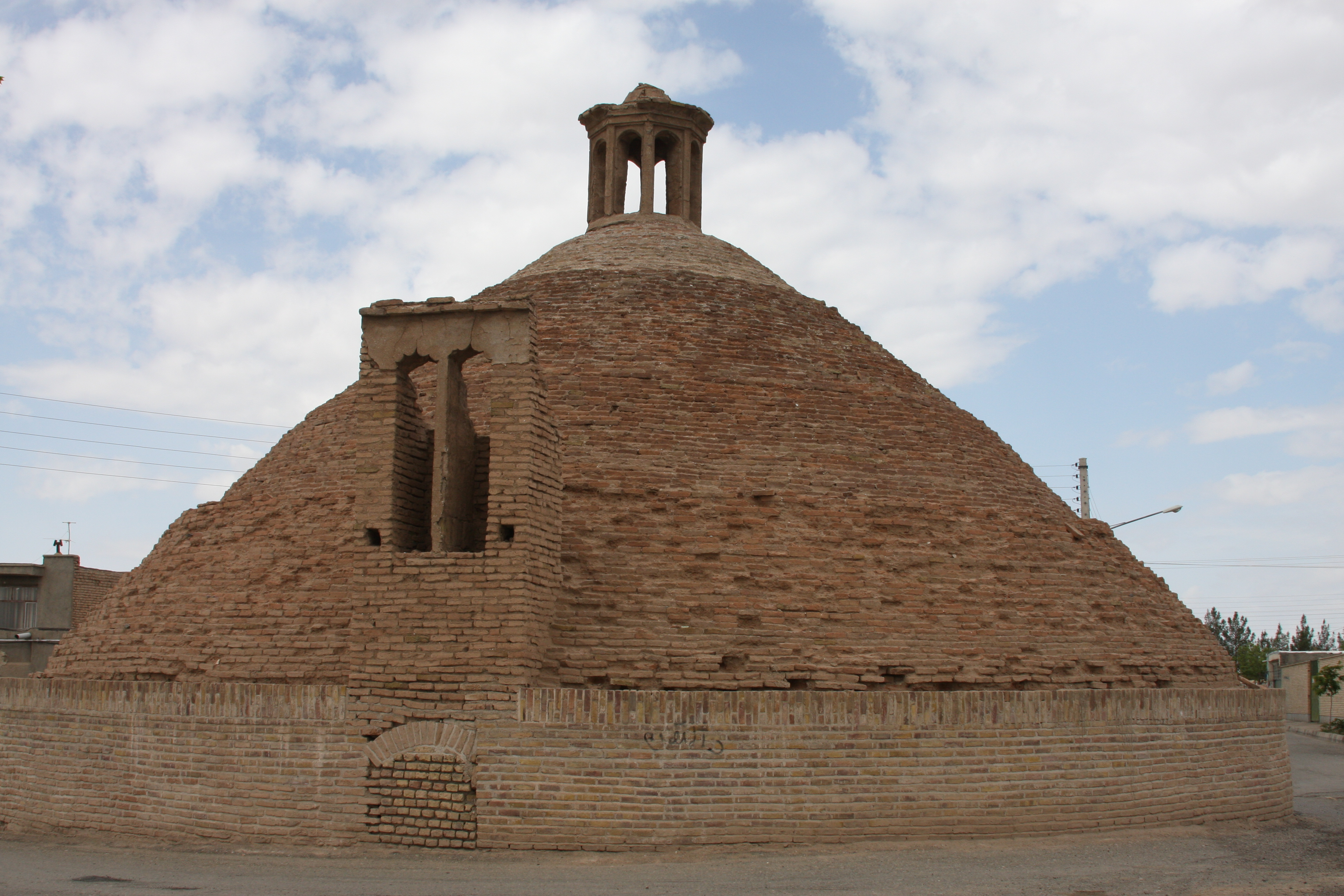
بردسكن
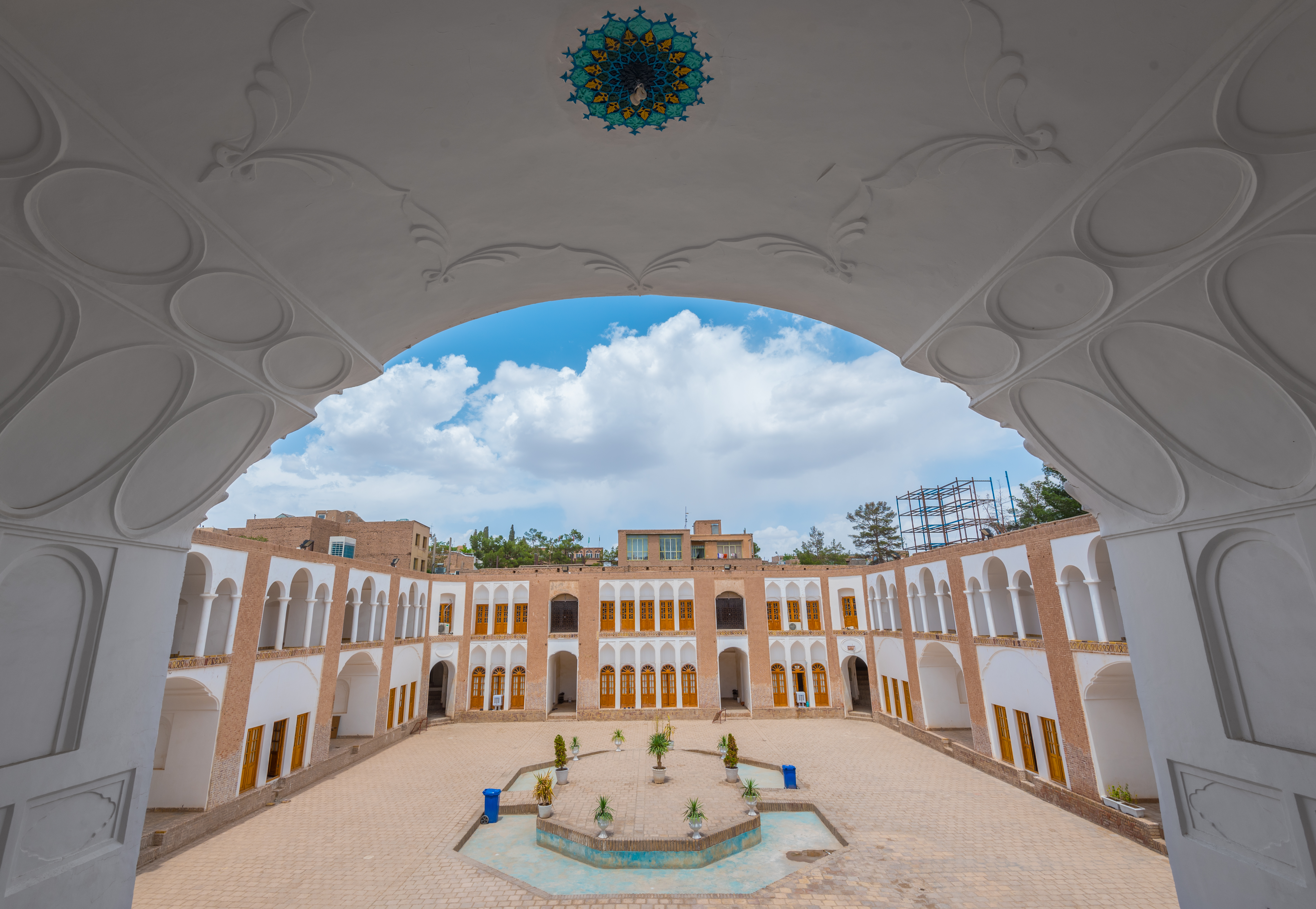
بيرجند